# Luis d'Antín
Luis Antonio d'Antín Peña (Madrid, 2 gennaio 1964) è un dirigente sportivo e pilota motociclistico spagnolo ritiratosi dall'attività agonistica.

## Carriera
Ha iniziato la propria carriera nel mondo del motociclismo con il motocross e nel 1986 è passato a correre nelle competizioni su pista. Nel Campionato Europeo Velocità si classifica trentanovesimo nel 1988 in Classe 125, si migliora la stagione successiva quando chiude diciassettesimo, nel 1990 chiude terzo nella Supersport categoria in cui vince il titolo nel 1991.  Nel campionato nazionale spagnolo ha conquistato due titoli della Supersport nel 1991 e nel 1992 e tre consecutivi della classe 250 dal 1992 al 1994. 
Per quanto riguarda le competizioni del motomondiale, ha esordito nella classe 125 nel 1989 in occasione del Gran Premio di Spagna a bordo di una Honda. È tornato poi a corrervi nel 1992, passando alla classe 250; nelle sue prime apparizioni non è riuscito però a raggiungere risultati tali da consentirgli la presenza nelle classifiche iridate.
Ha ottenuto i suoi primi punti nel motomondiale 1993 e la sua annata migliore è stata quella del 1996, nella quale ha ottenuto il suo miglior risultato in un singolo Gran Premio con il secondo posto in occasione del GP d'Austria e il miglior risultato finale con il 6º posto in classifica.
Dopo aver corso per diverse stagioni con delle Honda, nel 1997 è passato a gareggiare con delle Yamaha, sempre sotto le insegne del team S.S.P. Competición. Al termine della stagione 1998 ha deciso di ritirarsi dalle competizioni agonistiche.
Al termine della carriera come pilota ha iniziato a gestire un proprio team, equipaggiato con moto Yamaha fino al 2003 e con delle Ducati nel 2004. Dopo l'unione con Pramac Racing avvenuta nel 2005, ha continuato a dirigere la squadra fino a metà del 2008, quando ha rassegnato le proprie dimissioni.

## Risultati nel motomondiale
| 1989 | Classe | Moto  |  |  |    |    |  |  |  |    |  |  |  |  |  |  |    | Punti | Pos. |
| ---- | ------ | ----- |  |  | -- | -- |  |  |  | -- |  |  |  |  |  |  | -- | ----- | ---- |
| 1989 | 125    | Honda |  |  | NE | 21 |  |  |  | NE |  |  |  |  |  |  | NE | 0     |      |

| 1992 | Classe | Moto  |     |     |    |    |    |    |    |    |    |    |     |     |     |  |  | Punti | Pos. |
| ---- | ------ | ----- | --- | --- | -- | -- | -- | -- | -- | -- | -- | -- | --- | --- | --- |  |  | ----- | ---- |
| 1992 | 250    | Honda | Rit | Rit | 20 | 20 | 23 | 15 | 20 | 15 | 25 | 15 | Rit | Rit | Rit |  |  | 0     |      |

| 1993 | Classe | Moto  |     |    |    |    |    |    |    |   |    |     |     |     |    |  |  | Punti | Pos. |
| ---- | ------ | ----- | --- | -- | -- | -- | -- | -- | -- | - | -- | --- | --- | --- | -- |  |  | ----- | ---- |
| 1993 | 250    | Honda | Rit | 10 | 13 | 11 | 12 | 10 | 11 | 7 | NP | Rit | Rit | Rit | 11 |  |  | 43    | 15º  |

| 1994 | Classe | Moto  |   |   |    |   |   |   |   |   |     |   |   |   |   |    |  | Punti | Pos. |
| ---- | ------ | ----- | - | - | -- | - | - | - | - | - | --- | - | - | - | - | -- |  | ----- | ---- |
| 1994 | 250    | Honda | 8 | 8 | 10 | 6 | 7 | 9 | 7 | 6 | Rit | 9 | 7 | 6 | 9 | NP |  | 100   | 9º   |

| 1995 | Classe | Moto  |     |   |     |   |   |    |   |   |    |   |    |    |   |  |  | Punti | Pos. |
| ---- | ------ | ----- | --- | - | --- | - | - | -- | - | - | -- | - | -- | -- | - |  |  | ----- | ---- |
| 1995 | 250    | Honda | Rit | 8 | Rit | 3 | 9 | NP | 9 | 7 | 11 | 4 | 10 | 12 | 4 |  |  | 88    | 7º   |

| 1996 | Classe | Moto  |   |   |   |   |   |    |   |   |     |   |   |   |    |   |   | Punti | Pos. |
| ---- | ------ | ----- | - | - | - | - | - | -- | - | - | --- | - | - | - | -- | - | - | ----- | ---- |
| 1996 | 250    | Honda | 3 | 4 | 9 | 6 | 9 | 10 | 6 | 5 | Rit | 2 | 8 | 6 | 13 | 7 | 8 | 138   | 6º   |

| 1997 | Classe | Moto   |     |    |    |    |    |   |    |     |    |     |     |  |    |     |    | Punti | Pos. |
| ---- | ------ | ------ | --- | -- | -- | -- | -- | - | -- | --- | -- | --- | --- |  | -- | --- | -- | ----- | ---- |
| 1997 | 250    | Yamaha | Rit | 17 | 11 | 11 | 11 | 8 | 10 | Rit | 17 | Rit | Rit |  | 13 | Rit | 16 | 32    | 16º  |

| 1998 | Classe | Moto   |    |     |   |   |   |   |   |   |    |    |    |    |   |     |  | Punti | Pos. |
| ---- | ------ | ------ | -- | --- | - | - | - | - | - | - | -- | -- | -- | -- | - | --- |  | ----- | ---- |
| 1998 | 250    | Yamaha | NP | Rit | 9 | 9 | 8 | 6 | 4 | 9 | 12 | 12 | 11 | 16 | 7 | Rit |  | 74    | 10º  |

| Legenda | 1º posto        | 2º posto            | 3º posto            | A punti      | Senza punti        | Grassetto – Pole position Corsivo – Giro più veloce |
| Legenda | Gara non valida | Non qual./Non part. | Ritirato/Non class. | Squalificato | '-' Dato non disp. | Grassetto – Pole position Corsivo – Giro più veloce |